# Катастрофа на подморници Курск
Катастрофа на нуклеарној подморници Курск (K-141) догодила се 12. августа 2000. године, када је једна од тадашњих најсофистициранијих пловила руске војске, услед експлозије, потонула у Баренцовом мору заједно са 118 чланова посаде. Нико није преживео.
Нуклеарна подморница К-141 је била део Пројекта 949А „Антеј”. Пројекат „Антеј” (или по НАТО класификацији Пројекат ОСКАР-2) обухватао је совјетске и руске нуклеарне подморнице наоружане крстарећим ракетама П-700 гранит, дизајниране за уништавање противничких борбених носача авиона. Подморницу су покретала два нуклеарна реактора ОК 650-Б. Брзина на површини била је 15 чворова а подводна брзина 33 чвора. Максимална дубина зарањања била је 600 метара, аутономија деловања 120 дана, а посаду је могло сачињавати максимално 130 људи. Наоружање се састојало од 24 П-700 гранит крстарећих ракета и четири торпедне цеви.
Дана 10. августа 2000. године, Курск је учествовао у вежбама у Баренцовом мору. У раздобљу од 11.40 до 14.40 часова, 12. августа, подморница је изводила вежбу напада на замишљену противнички носач авиона. Међутим, око 11.28, сонар на нуклеарној крстарици „Петар Велики” забележио је снажне акустичне сигнале. Након тога, Курск није извршио планирану вежбу у виду торпедног напада и више се није јављао. Следећег јутра, покренута је опсежна потрага за несталом подморницом. Нађена је у 4.51 часова, осмотрена лежећи на дубини од 108 метара.
Норвешка и британска морнарица понудиле су помоћ, али им није било дозвољено да учествују у операцији спасавања. Почетком 13. августа спасилачке екипе руских ронилаца са специјалним подморницама за операције у дубоким водама покушале су ући у Курск. Тек 20. августа дозвољено је једној норвешкој посади да учествује у операцији спасавања, која је следећег дана успела да продре у потонулу подморницу, потпуно испуњену водом. Касније тог дана, издана је и службена вест да је цела посада погинула.
Према службеној верзији, коју је изнео руски војни тужилац, генерал Устинов, у подморници је дошло до експлозије торпеда. Експлозију је узроковало цурење ХТП-а, врло опасне супстанце, на друге делова ракета. После два минута дошло је до запаљења које је узроковало детонацију торпеда смештених у првом одељку брода. Друга експлозија је узроковала деструкцију неколико одељака подморнице.